# Lorenz Horr
Lorenz Horr (Ludwigshafen am Rhein, 27 settembre 1942 – Enkenbach-Alsenborn, 19 agosto 2023) è stato un calciatore tedesco, di ruolo attaccante.

## Palmarès

### Club

#### Competizioni internazionali
- Coppa Piano Karl Rappan: 3

Herta Berlino: 1971, 1973, 1976